# Beijo de Judas

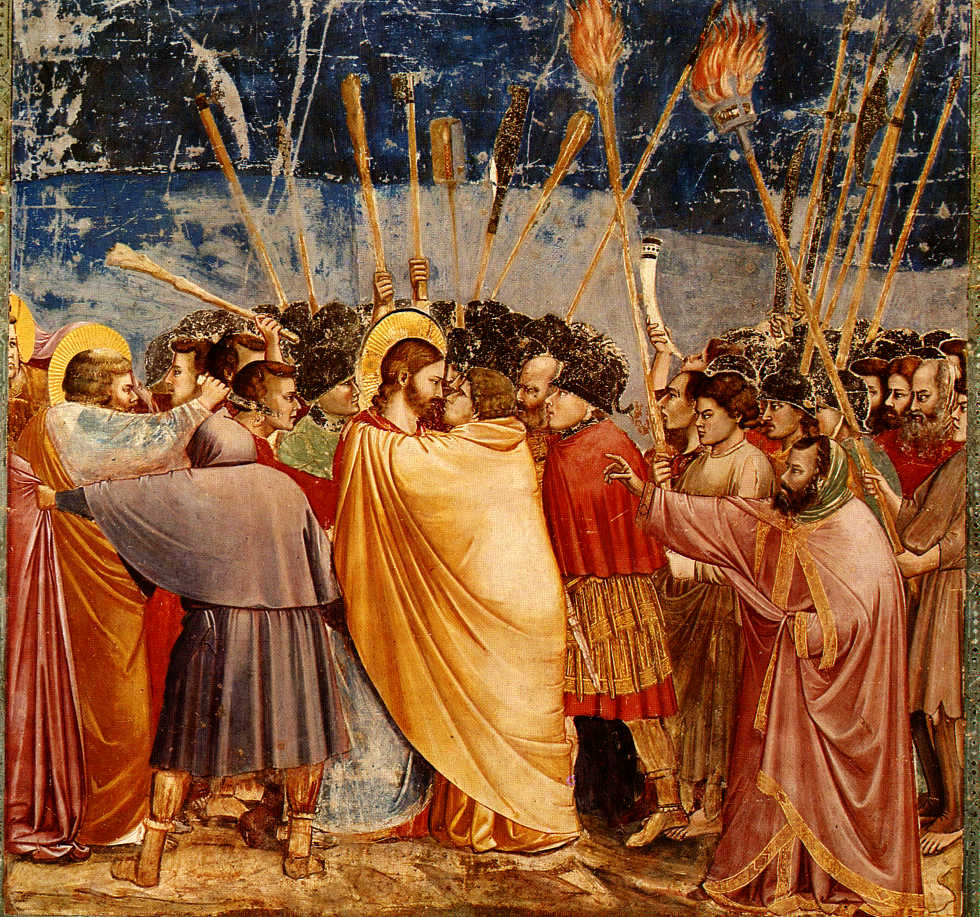
O Beijo de Judas.
1304-06. Por Giotto, na Capela Scrovegni, em Pádua, na Itália.

O Beijo de Judas foi, de acordo como os evangelhos sinóticos, a forma que Judas Iscariotes identificou Jesus aos soldados que vieram prendê-lo. O evento, principalmente na arte cristã, passou a significar a traição a Jesus, que ocorreu no Getsêmani após a Última Ceia e que levará diretamente à prisão de Jesus pela força policial do Sinédrio. Na teologia cristã, os eventos iniciados na Última Ceia até a ressurreição de Jesus são conhecidos como Paixão.
De forma mais ampla, um "beijo de Judas" pode se referir a "um ato que aparentemente é de amizade, mas que na realidade é prejudicial a que o recebe".
O beijo está relatado em Mateus 26:47–50, Marcos 14:43–45 e Lucas 22:47–48. Em João 18:2–9 aparece o evento da traição, mas sem menção a um beijo de Judas.

## Narrativa bíblica
Tanto o Evangelho de Mateus quanto o de Marcos se utilizam do verbo grego kataphilein, que significa "beijar firmemente, intensamente, com paixão, ternamente ou calorosamente". É o mesmo verbo que Plutarco usa para descrever um beijo famoso que Alexandre, o Grande, deu em Bagoas. De acordo com o Evangelho de Mateus, Jesus respondeu dizendo "Amigo, a que vieste?". Esta frase provocou muita especulação sobre se Jesus e Judas estariam em acordo entre si e que não houve de fato uma traição, pois Judas estaria fazendo algo que lhe fora pedido. O Evangelho de Lucas apresenta uma história bem diferente: Jesus vê Judas vindo e o interpela perguntando: "Judas, com um beijo entregas o Filho do homem?" E, aparentemente, nenhum beijo foi dado. Geza Vermes, porém, em seu livro Jesus the Jew ("Jesus, o judeu"), apresenta outra hipótese: a palavra aramaica barnasha - literalmente "filho do homem", mas que significa "esta pessoa" - é utilizada na literatura rabínica como uma forma humilde de alguém se referir a si mesmo para um interlocutor. Ela corresponde exatamente, em português, ao tratamento "este que vos fala". Segundo Geza, que não deseja que se identifique Jesus com o "filho do homem" presente no livro de Daniel (devido ao que isso poderia implicar a necessidade de se aceitar que Jesus atribui a si um estatuto divino), Jesus estaria dizendo: "Judas, com um beijo me trais?".
No Evangelho de João, absolutamente nada se diz sobre um "beijo de Judas".

## Na arte

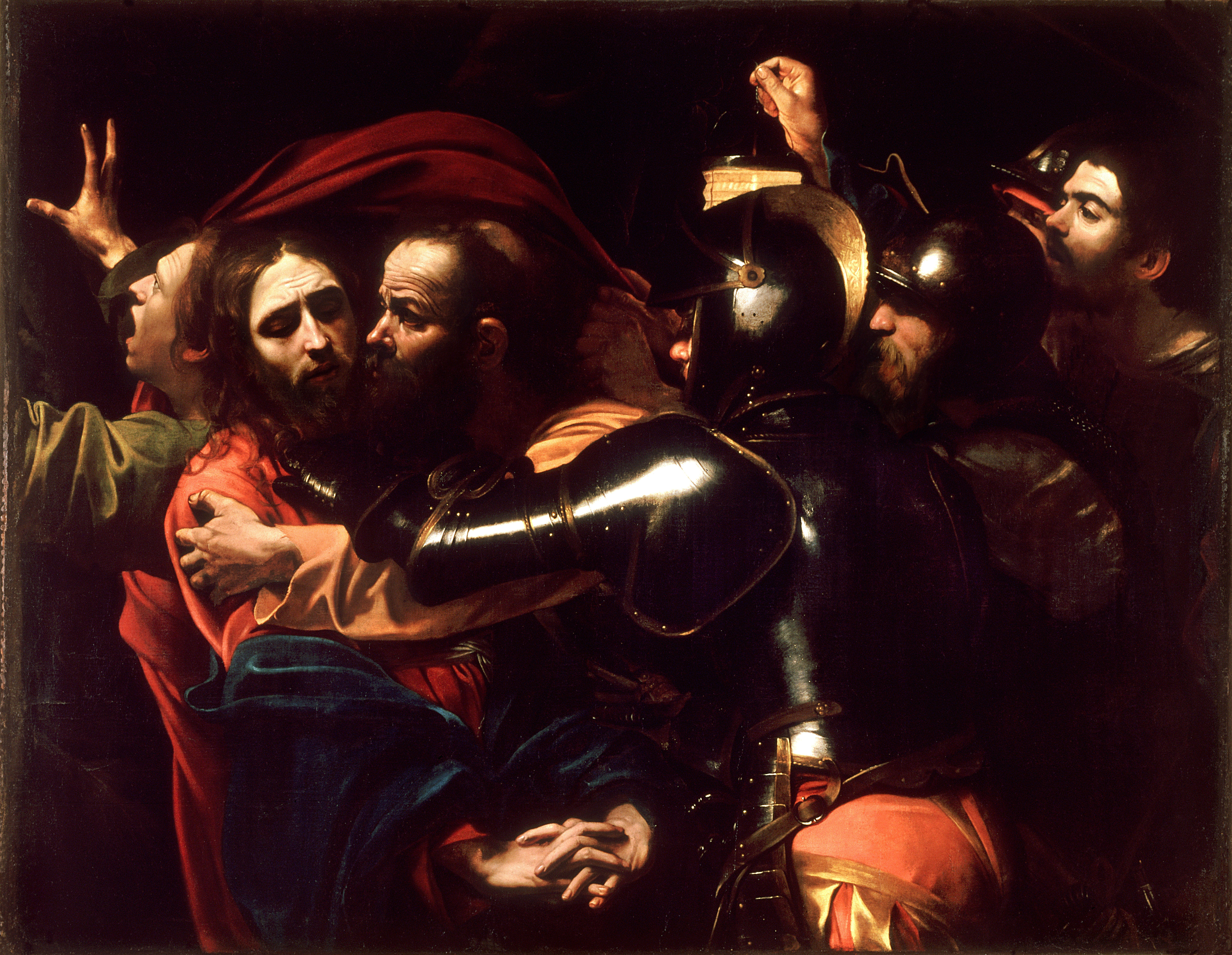
A Captura de Cristo, mostrando, a partir da esquerda, João, Jesus, Judas, dois soldados, um homem e outro soldado.
1602. Por Caravaggio ou um de seus discípulos, atualmente na Galeria Nacional da Irlanda, em Dublin, na Irlanda.

A cena da "traição a Jesus" é quase sempre representada com o beijo propriamente ou o momento seguinte, a prisão de Jesus, ou ainda uma combinação dos dois nos ciclos da vida de Jesus ou da Paixão de Jesus.
- Provavelmente, a representação mais conhecida é o ciclo de Giotto na Capela Scrovegni, em Pádua.
- Há ainda uma versão chamada A Captura de Cristo, por Caravaggio ou um de seus discípulos.[5]
- Um mosaico bizantino do século VI em Ravena.
- Um afresco por Barna da Siena.
- Uma escultura representando o Beijo de Judas aparece na fachada da Paixão na Catedral da Sagrada Família, Barcelona.